# Cal Foix de Rocafort de Vallbona
Cal Foix de Rocafort de Vallbona és una casa de Rocafort de Vallbona, al municipi de Sant Martí de Riucorb (Urgell), inclosa a l'Inventari del Patrimoni Arquitectònic de Catalunya.

## Descripció
Casa de planta baixa. Visiblement restaurada i reformada, respectant l'estil originari de la construcció. Els murs estan realitzats amb pedres tallades irregularment. La porta principal és d'arc de mig punt dovellat. En una de les dovelles es conserva la inscripció de la data: 1669.